# Финале УЕФА Лиге Европе 2021.
Финале УЕФА Лиге Европе 2021. била је завршна утакмица УЕФА Лиге Европе 2020/21, укупно педесете сезоне другог по јачини европског фудбалског клупског такмичења које организује УЕФА и укупно дванаесте сезоне откада је назив такмичења промењен из Купа УЕФА у УЕФА Лига Европе. Одиграно је 26. маја 2021. године на Градском стадиону у пољском граду Гдањску између Виљареала из Шпаније и Манчестер јунајтеда из Енглеске.
Првобитно је било планирано да се финале одигра на Стадиону Рамон Санчез Писхуан у Севиљи у Шпанији. Међутим, због пандемије вируса корона, од домаћина финала Лиге Европе и Лиге шампиона затражено је да одложе финала у својим градовима на годину дана. С тим у вези, УЕФА је најавила да ће се финале Лиге Европе 2021. одржати у Гдањску, који је годину дана раније требало да буде домаћин завршне утакмице, а уместо њега је изабран немачки Келн.
Виљареал је, након бољег извођења једанаестераца, добио утакмицу резултатом 11 : 10, након што је регуларни део исте завршен са 1 : 1. Шпански клуб је тако успео да дође до првог значајнијег трофеја у својој историји. Као победник, Виљареал ће играти у УЕФА суперкупу 2021. против првака Лиге шампиона 2020/21. Такође се квалификовао у групну фазу Лиге шампиона наредне сезоне.

## Учесници
| Клуб               | Претходни наступи у финалима (подебљане године означавају победника те године) |
| ------------------ | ------------------------------------------------------------------------------ |
| Виљареал           | Нема                                                                           |
| Манчестер јунајтед | 1 (2017)                                                                       |

## Утакмица

### Детаљи
„Домаћин” (из административних разлога) одређен је додатним жребом.
| Виљареал                                                                                    | 1 : 1 (п. с. н.) | Манчестер јунајтед                                                                               |
| ------------------------------------------------------------------------------------------- | ---------------- | ------------------------------------------------------------------------------------------------ |
| - Жерар 29’                                                                                 | Извештај         | - Кавани 55’                                                                                     |
| Пенали                                                                                      |                  |                                                                                                  |
| - Жерар - Раба - Алкасер - Морено - Парехо - Гомез - Албиол - Коклен - Марио - Торес - Руљи | 11 : 10          | - Мата - Телес - Фернандес - Рашфорд - Кавани - Фред - Џејмс - Шо - Туанзебе - Линделоф - Де Хеа |

| Виљареал | Манчестер јунајтед |

| Г          | 13 | Херонимо Руљи     |     |        |
| О          | 8  | Хуан Фојт         | 84’ | 88’    |
| О          | 3  | Раул Албиол (к)   |     |        |
| О          | 4  | Пау Торес         |     |        |
| О          | 24 | Алфонсо Педраса   |     | 88’    |
| С          | 5  | Дани Парехо       |     |        |
| С          | 25 | Етјен Капу        | 54’ | 120+3’ |
| С          | 14 | Ману Тригерос     |     | 77’    |
| Н          | 7  | Жерар Морено      |     |        |
| Н          | 9  | Карлос Бака       |     | 60’    |
| Н          | 30 | Јереми Пино       |     | 77’    |
| Измене:    |    |                   |     |        |
| Г          | 1  | Серхио Асенхо     |     |        |
| О          | 2  | Марио Гаспар      |     | 88’    |
| О          | 6  | Рамиро Фунес Мори |     |        |
| О          | 15 | Первис Еступињан  |     |        |
| О          | 18 | Алберто Морено    |     | 88’    |
| О          | 20 | Рубен Пења        |     |        |
| О          | 21 | Хауме Коста       |     |        |
| С          | 12 | Дани Раба         |     | 120+3’ |
| С          | 19 | Франсис Коклен    |     | 60’    |
| С          | 23 | Мои Гомез         |     | 77’    |
| Н          | 17 | Пако Алкасер      |     | 77’    |
| Н          | 34 | Фернандо Нињо     |     |        |
| Тренер:    |    |                   |     |        |
| Унаи Емери |    |                   |     |        |

| Г                | 1  | Давид де Хеа        |      |        |
| О                | 29 | Арон Ван Бисака     |      | 120+3’ |
| О                | 2  | Виктор Линделоф     |      |        |
| О                | 3  | Ерик Баји           | 82’  | 116’   |
| О                | 23 | Лук Шо              |      |        |
| С                | 6  | Пол Погба           |      | 116’   |
| С                | 39 | Скот Мектоминеј     |      | 120+3’ |
| Н                | 11 | Мејсон Гринвуд      |      | 100’   |
| С                | 18 | Бруно Фернандес (к) |      |        |
| Н                | 10 | Маркус Рашфорд      |      |        |
| Н                | 7  | Единсон Кавани      | 113’ |        |
| Измене:          |    |                     |      |        |
| Г                | 13 | Ли Грант            |      |        |
| Г                | 26 | Дин Хендерсон       |      |        |
| О                | 5  | Хари Мегвајер       |      |        |
| О                | 27 | Алекс Телес         |      | 120+3’ |
| О                | 33 | Брендон Вилијамс    |      |        |
| О                | 38 | Аксел Туанзебе      |      | 116’   |
| С                | 8  | Хуан Мата           |      | 120+3’ |
| С                | 17 | Фред                |      | 100’   |
| С                | 19 | Амад Дијало         |      |        |
| С                | 21 | Данијел Џејмс       |      | 116’   |
| С                | 31 | Немања Матић        |      |        |
| С                | 34 | Дони ван де Бек     |      |        |
| Тренер:          |    |                     |      |        |
| Оле Гунар Солшер |    |                     |      |        |

| Играч утакмице: Етјен Капу (Виљареал) Помоћне судије: Никола Дано (Француска) Сирил Грингор (Француска) Четврти судија: Славко Винчић (Словенија) ВАР: Франсоа Летексје (Француска) Помоћне судије за ВАР-ом: Жером Брисар (Француска) Бенжамен Пажес (Француска) Пол ван Букел (Холандија) | Правила - 90 минута главног дела; - 30 минута продужетака уколико је неопходно; - извођење једанаестераца уколико је резултат и даље нерешен; - дванаест резервних играча; - највише пет измена у току регуларног дела, шеста измена дозвољена у продужецима |